# Amanda Harlech
Pour les articles homonymes, voir Harlech (homonymie).
Amanda Harlech est une consultante, écrivaine, rédactrice de mode et actrice de courts-métrages connue pour sa longue association avec les couturiers John Galliano pendant plus d'une décennie, puis Karl Lagerfeld. 

## Biographie
Amanda Jane Grieve est née en 1959 dans le borough londonien de Camden, fille de l'avocat Alan Grieve (en) et de sa première épouse, Anne Dulake qui lui donnera le goût des vêtements. Elle a deux frères. Amanda Grieve grandit à proximité de Regent's Park et passe une jeunesse heureuse. Elle pratique la danse puis l'équitation. Elle commence ses études à l'école de filles South Hampstead High School (en) puis au Marlborough College, à la suite du divorce de ses parents qui la fait déménager à la campagne, pour passer son A-level. Par la suite, elle part au Somerville College, collège de l'Université d'Oxford, présentant une thèse sur l'écrivain Henry James. 
Elle se marie en 1986 à Francis Ormsby-Gore, 6e Baron Harlech (en), aristocrate avec cinq ans de plus qu'elle, siégeant à la Chambre des lords, puis a deux enfants, Jasset David Cody Harlech et deux ans plus tard, Tallulah Sylvia Ormsby-Gore qui deviendra mannequin. Son mari a un frère qui se suicidera et plusieurs sœurs dont une, Alice (en) petite amie de Clapton, mourra d'une overdose et l'autre, Jane, sera à l'origine de la chanson des Rolling Stones, Lady Jane,.
Grâce à son amie Sophie Hicks, elle débute au Harpers & Queen pour l'assister. Après le départ de Hicks au British Vogue, elle prend sa place de rédactrice de mode ; même si ses choix finissent par faire autorité au sein du magazine, elle confie que « j'étais une rédactrice trop difficile, délicate et idéaliste […] qui refuse de faire des choses parce qu'elles ressemblaient trop à de la publicité, donc au bout d'un moment, j'ai pensé qu'ils allaient me virer ». Simultanément, elle travaille en indépendant pour les magazines phares des années 1980 à Londres, i-D et The Face. Elle rencontre John Galliano alors à la fin de ses études à Central Saint Martins. Durant un temps, le couturier ne peut la payer jusqu'à ce que celui-ci entre chez Givenchy. Elle travaille surtout à Paris, mais éloignée de son mari volage, elle divorce en août 1998 et s'installe dans une petite maison proche en Angleterre. C'est à cette époque qu'elle rencontre Karl Lagerfeld qui souhaite travailler avec elle, lui offrant avantages ainsi qu'une large rémunération. Mais le couturier allemand, ne voulant se fâcher avec Galliano, lui enjoint finalement d'accepter le contrat que lui propose alors Dior pourtant inférieur en termes financiers,.
Le chic de ses tenues fait qu'elle est régulièrement citée comme l'une des femmes les mieux habillée du monde. En 1997, elle entre dans la International Best Dressed List (en). Madame Figaro écrit que c'est « une sorte d'éminence grise au pedigree impeccable et au chic excentrique ». Si elle reste parfois décrite comme une « muse » par les médias, elle dénonce ce terme précisant que « Karl a bien d’autres femmes que moi qui l’inspirent ». Elle se décrit plutôt son rôle dans les collections comme un élément « déclencheur ». Lagerfeld lui préfère d'ailleurs le terme de « collaboratrice »,. « Elle vient, elle voit, elle écoute, elle regarde » semble la description caricaturale de son métier qui consiste, entre autres, à écrire une histoire autour des vêtements créés par les couturiers : « Karl a des visions, des sortes de fulgurance pour chacune de ses collections. Je suis chargée d’y mettre des mots, de les transmettre au studio de création, et d’y apporter discrètement, humblement une petite touche personnelle. » Usant de métaphores comme à son habitude, elle précise même qu'« une collection, c’est un marathon qui dure plusieurs mois. Dans l’équipe Chanel, je suis la sprinteuse, celle qui arrive dans le stade au dernier tour, pour le finish. »
Amanda Harlech et Galliano ont démarré de la même façon, sans argent et avec l'absence de toute notoriété, et sont devenus très proches. Durant une douzaine d'années, elle intervient à toutes les étapes de la création, du premier dessin aux derniers essayages. Mais les deux amis du couturier, Steven Robinson son fidèle collaborateur et Isabella Blow, meurent ; c'est le début d'une longue descente pour le créateur anglais. « Mauvaise année » dit-elle. Après une douzaine d'années de collaboration, elle décide de rejoindre Karl Lagerfeld chez Chanel en 2007.
Si elle travaille parfois chez elle dans le Shropshire où elle monte à cheval, elle se rend régulièrement à Paris pour les nombreuses collections, disposant d'une chambre permanente au Ritz, l'hôtel se chargeant de conserver sa large garde-robe. Outre Chanel, elle effectue des missions chez Fendi — marque dont Lagerfeld est également le styliste —, Coca-Cola, le distributeur Macy's ou encore Hogan la marque de chaussures. Elle collabore également avec de nombreux magazines de mode.
Amanda Harlech participe à divers films de mode comme Sport de filles de Patricia Mazuy en 2011 où sa passion pour les chevaux est la clef de sa sélection. Elle joue « une femme pourrie-gâtée, désespérément en attente d’amour – tout le contraire de ce que je suis » dit-elle. Peu avant, elle interprète également Wallis Simpson dans un court-métrage de Karl Lagerfeld, The Tale of a Fairy avec Anna Mouglalis. C'est sa fille Tallulah qui apparait dans le court-métrage suivant de Chanel en 2013, Once Upon a Time puis Amanda revient dans celui de Fendi, Invito Pericoloso avec Saskia de Brauw et Cara Delevingne ainsi que The Return pour Chanel en 2014 avec Géraldine Chaplin.
Aux British Fashion Awards (en) de 2013, elle reçoit le prix Isabella Blow Award for Fashion Creator récompensant une personnalité dont « la créativité a été une source d'inspiration majeure et influente dans la dernière année. »

### Titres
- Miss Amanda Jane Grieve (1959–1986)
- Amanda Ormsby-Gore, Baronne Harlech (1986–1998)
- Amanda, Lady Harlech (1998–)

## Publications
- (en) Amanda Harlech, Alan Seeger: The Complete Works, Edition 7L, juin 2001, 480 p. (ISBN 978-3882437515)
- (en) Amanda Harlech (photogr. Michael Roberts), Shot in Sicily, Edition 7L, juillet 2007, 186 p. (ISBN 978-3865214485)
- (en) Amanda Harlech et Karl Lagerfeld, Palazzo, Steidl, novembre 2007, 48 p. (ISBN 978-3865214508)
- (en) Karl Lagerfeld et Amanda Harlech, Visions and A Decision, Steidl, janvier 2008, 51 p. (ISBN 978-3865215468)
- (en) Amanda Harlech, Travelling in India, Steidl, janvier 2012, 192 p. (ISBN 978-3869303932)